# Прапор Генуї

Прапор Генуї

Прапор Генуї (італ. Bandiera di Genova) — прапор, який використовувався в Генуезькій республіці, існувала з XI по XVIII століття, а також у місті Генуя по цей день. Являє собою Хрест святого Георгія такий же, як на прапорі Англії — червоний хрест на білому тлі.
За однією з версій Англія і місто Лондон запозичили прапор Генуї 1190 року, щоб мати можливість користуватися тими ж привілеями, які мала величезна генуезька судноплавна галузь.